# Epping
Pour les articles homonymes, voir Epping (homonymie).
Epping [epɛ̃] est une commune française située dans le département de la Moselle, en Lorraine, dans la région administrative Grand Est. Le village fait partie du Pays de Bitche, du Parc naturel régional des Vosges du Nord et du bassin de vie de la Moselle-est.
Les habitants sont appelés les Eppingeois et leur sobriquet est Bohnefäde (les fils de haricots).

## Géographie

### Géologie et relief
Le village, situé en pays découvert, se trouve en bordure de la Königstrasse (la route royale), qui reliait Bouquenom à Deux-Ponts.
La commune se compose de 86,75 hectares de territoires artificialisés (8,14 %), 915,19 hectares de territoires agricoles (85,85 %) et 64,31 hectares de forêts et milieux semi-naturels (6,03 %).
Espaces naturels :
- Cinq espaces protégés hors Natura 2000 :

* Pelouses d'Erching,
Vosges Du Nord :
* Réserve de Biosphère, zone centrale,
* Réserve de Biosphère, zone tampon,
* Réserve de Biosphère, zone de transition,
* Parc naturel régional.
- Deux zone naturelle d'intérêt écologique, faunistique et floristique (Znieff) :

Forêts spontanées des Vosges du Nord,
Ruisseau Baechelbach à Volmunster.
Hydrogéologie et climatologie : Système d’information pour la gestion des eaux souterraines du bassin Rhin-Meuse :
Territoire communal : Occupation du sol (Corinne Land Cover); Cours d'eau (BD Carthage),
Géologie : Carte géologique; Coupes géologiques et techniques,
 Hydrogéologie : Masses d'eau souterraine; BD Lisa; Cartes piézométriques.

### Localisation
| Utweiler, Riesweiler (Allemagne) | Ormersviller |            |
| Erching                          | Epping       | Volmunster |
| Rimling                          | Bettviller   | Hottviller |

### Sismicité
Commune située dans une zone de sismicité faiblee.

### Hydrographie et les eaux souterraines
La commune est située dans le bassin versant du Rhin au sein du bassin Rhin-Meuse. Elle est drainée par le Schwalbach, le ruisseau le Bachelbach et le ruisseau le Bierbach.
Le Schwalbach, d'une longueur totale de 23,4 km en France, prend sa source dans la commune de Lemberg traverse onze communes françaises puis, au-delà de Schweyen, poursuit son cours en Allemagne où elle se jette dans la Horn.

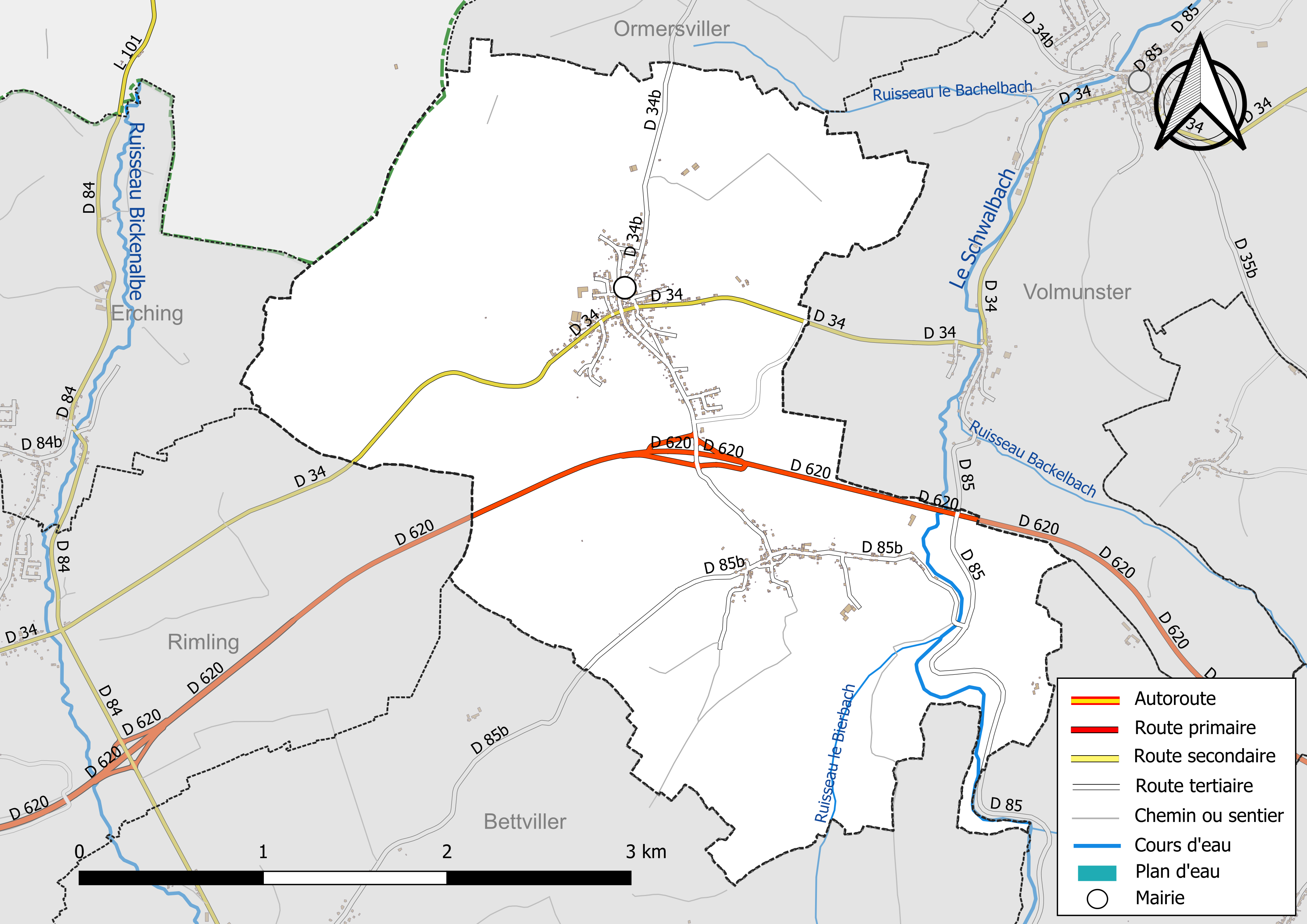
Réseaux hydrographique et routier d'Epping.

La qualité des eaux des principaux cours d’eau de la commune, notamment du Schwalbach, peut être consultée sur un site dédié géré par les agences de l’eau et l’Agence française pour la biodiversité.

## Urbanisme

### Typologie
Au 1er janvier 2024, Epping est catégorisée commune rurale à habitat dispersé, selon la nouvelle grille communale de densité à sept niveaux définie par l'Insee en 2022.
Elle est située hors unité urbaine et hors attraction des villes,.

### Occupation des sols
L'occupation des sols de la commune, telle qu'elle ressort de la base de données européenne d’occupation biophysique des sols Corine Land Cover (CLC), est marquée par l'importance des territoires agricoles (86 % en 2018), en diminution par rapport à 1990 (87,2 %). La répartition détaillée en 2018 est la suivante : 
terres arables (39 %), prairies (37,8 %), zones urbanisées (8,2 %), zones agricoles hétérogènes (7 %), forêts (5,8 %), cultures permanentes (2,2 %). L'évolution de l’occupation des sols de la commune et de ses infrastructures peut être observée sur les différentes représentations cartographiques du territoire : la carte de Cassini (XVIIIe siècle), la carte d'état-major (1820-1866) et les cartes ou photos aériennes de l'IGN pour la période actuelle (1950 à aujourd'hui).

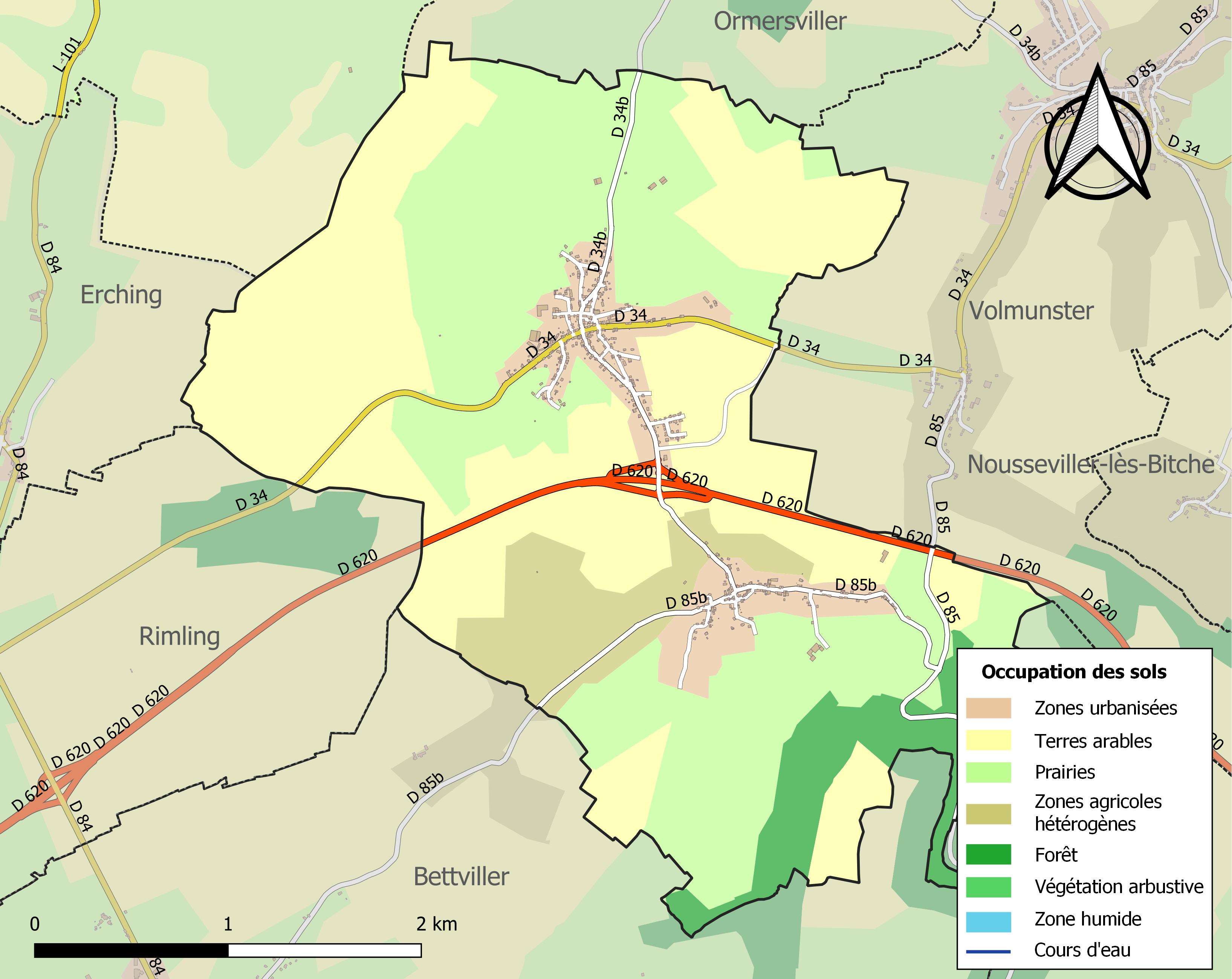
Carte des infrastructures et de l'occupation des sols de la commune en 2018 (CLC).

## Toponymie
- D'un nom de personne Eppo suivi du suffixe -ingen/-ing.
- Eppingen (1380, 1429 et 1594), Eping (1771), Epping (1793), Eppein (1801), Hesping (carte du cours du Rhin), Eppingen (cartes de Cassini et de l'état-major).
- Eppinge en francique lorrain[18].
- Partage une toponymie similaire avec Eppingen (Allemagne).

## Histoire
Plusieurs vestiges d'habitat gallo-romains et une stèle figurant Mercure découverte sur le ban d'Urbach, témoignent de l'antiquité du village et de son écart, mentionnés sous la forme Eppingen en 1380, du nom d'homme Eppo suivi du suffixe -ingen.
Dépendait de la seigneurie de Bitche.
Du point de vue spirituel, Epping a été succursale de la paroisse de Volmunster jusqu'en 1802, date à laquelle il a été érigé en paroisse avec Urbach comme annexe. Elle est passée à la même époque dans le nouvel archiprêtré de ce nom.
Les bombardements de février et mars 1945 ont complètement détruit le village et l'église, dédiée à saint Donat, a été seulement reconstruite de 1955 à 1957, sur les plans de Roger Sarrailh, architecte à Bitche.
Du point de vue administratif, Epping fait partie depuis 1790 du canton de Volmunster, Urbach lui ayant été adjoint en 1811.

## Politique et administration
| Période                                  | Période  | Identité         | Étiquette | Qualité         |
| ---------------------------------------- | -------- | ---------------- | --------- | --------------- |
| Les données manquantes sont à compléter. |          |                  |           |                 |
| mars 1989                                | En cours | Jean-Louis Chudz |           | Ancien ouvrier, |

### Budget et fiscalité 2023
En 2023, le budget de la commune était constitué ainsi :
- total des produits de fonctionnement : 419 000 €, soit 726 € par habitant ;
- total des charges de fonctionnement : 366 000 €, soit 634 € par habitant ;
- total des ressources d'investissement : 94 000 €, soit 163 € par habitant ;
- total des emplois d'investissement : 151 000 €, soit 262 € par habitant ;
- endettement : 575 000 €, soit 997 € par habitant.

Avec les taux de fiscalité suivants :
- taxe d'habitation : 11,86 % ;
- taxe foncière sur les propriétés bâties : 29,71 % ;
- taxe foncière sur les propriétés non bâties : 69,48 % ;
- taxe additionnelle à la taxe foncière sur les propriétés non bâties : 0,00 % ;
- cotisation foncière des entreprises : 0,00 %.

Chiffres clés Revenus et pauvreté des ménages en 2021 : médiane en 2021 du revenu disponible, par unité de consommation : 25 770 €.

## Population et société

### Démographie

#### Évolution démographique
L'évolution du nombre d'habitants est connue à travers les recensements de la population effectués dans la commune depuis 1793. Pour les communes de moins de 10 000 habitants, une enquête de recensement portant sur toute la population est réalisée tous les cinq ans, les populations de référence des années intermédiaires étant quant à elles estimées par interpolation ou extrapolation. Pour la commune, le premier recensement exhaustif entrant dans le cadre du nouveau dispositif a été réalisé en 2008.

En 2022, la commune comptait 566 habitants, en évolution de −0,18 % par rapport à 2016 (Moselle : +0,52 %, France hors Mayotte : +2,11 %).
| 1793 | 1800 | 1806 | 1821 | 1836 | 1841 | 1861 | 1866 | 1871 |
| ---- | ---- | ---- | ---- | ---- | ---- | ---- | ---- | ---- |
| 264  | 244  | 282  | 690  | 803  | 695  | 708  | 708  | 622  |

| 1875 | 1880 | 1885 | 1890 | 1895 | 1900 | 1905 | 1910 | 1921 |
| ---- | ---- | ---- | ---- | ---- | ---- | ---- | ---- | ---- |
| 611  | 611  | 580  | 547  | 512  | 540  | 571  | 602  | 611  |

| 1926 | 1931 | 1936 | 1946 | 1954 | 1962 | 1968 | 1975 | 1982 |
| ---- | ---- | ---- | ---- | ---- | ---- | ---- | ---- | ---- |
| 546  | 577  | 579  | 237  | 464  | 496  | 502  | 489  | 477  |

| 1990 | 1999 | 2006 | 2008 | 2013 | 2018 | 2022 | - | - |
| ---- | ---- | ---- | ---- | ---- | ---- | ---- | - | - |
| 473  | 511  | 554  | 568  | 570  | 573  | 566  | - | - |

### Enseignement
Établissements d'enseignements :
- École maternelle et primaire,
- Collèges à Rohrbach-lès-Bitche, Bitche, Lemberg, Sarreguemines,
- Lycées à Bitche, Éguelshardt, Sarreguemines.

### Santé
Professionnels et établissements de santé :
- Médecins à Volmunster, Petit-Réderching, Rohrbach-lès-Bitche, Gros-Réderching, Bliesbruck,  Enchenberg, Bitche,
- Pharmacies à Volmunster, Rohrbach-lès-Bitche, Bitche,
- Hôpitaux à Bitche, Sarreguemines, Rouhling, Sarralbe, Sarre-Union.

### Cultes
- Culte catholique, Communauté de Paroisses Saint-Jean-Marie-Vianney de Volmunster-Sud[30], Diocèse de Metz.

## Économie

### Entreprises et commerces

#### Agriculture
- Culture et élevage associés.
- Culture de céréales, de légumineuses et de graines oléagineuses
- Coopérative laitière[31].

#### Tourisme
- L'auberge du lac[32].
- Café "Chez René".
- Hébergement touristique et autre hébergement de courte durée : Gîtes ruraux, Chambres d'hôtes.
- Hébergements et restauration à Bitche, Petit-Réderching, Hottviller.

#### Commerces
- Commerces et services de proximité : Commerce de détail de pain, pâtisserie et confiserie en magasin spécialisé : Le dépôt de Choupain[33].

## Lieux et monuments
- Vestiges d'un château du XIIe siècle au lieu-dit Burg.
- Stèle d'époque gallo-romaine[34],[35].
- Fontaine.

### Édifices religieux
- Église paroissiale dédiée à saint Donat. Ancienne filiale de Volmunster, construction en 1736 d'une chapelle, à la requête des habitants, la mère église de Volmunster étant trop éloignée ; devenue trop petite, est remplacée en 1839 par une nouvelle église ; détruite au cours des combats de décembre 1944, février 1945 ; reconstruite après la Seconde Guerre mondiale en 1957[36].

Le mobilier de l'église paroissiale Saint-Donat :
* Statue (grandeur nature) : Christ en croix.
* Statue (petite nature) : saint évêque.
* Statue (petite nature) : Vierge à l'Enfant.
* Haut-relief : la Cène.
* Coffre de fabrique.
Orgue Willy Meurer (1968).
- Un coffre massif en chêne du XVIIIe siècle, en dépôt au presbytère, renforcé par des pentures en fer forgé, est le coffre de la fabrique, destiné à conserver ses archives et ses comptes. Il est muni de trois serrures à moraillon, dont le curé, le président et le trésorier de la fabrique détenaient chacun l'une des clefs, ce qui nécessitait leur triple présence, chaque fois qu'il s'agissait de l'ouvrir[44].
- Chapelle Saint Vincent de Paul à Urbach, construite en 1776 aux frais des habitants d'Urbach, l'église d'Epping étant trop éloignée. Restaurée après la Seconde Guerre mondiale avec réfection du campanile et adjonction d'un porche hors-œuvre en façade[45].

Patrimoine mobilier :
* Autel, retable.
* Statuette : Vierge.
* Statue (demi-nature, en pendant) : saint pape.
* Statue (demi-nature) : saint Jean Népomucène.
* Statue (demi-nature, en pendant) : saint Nicolas.
* Statue (petite nature) : saint Quirin.
* Statue (petite nature) : saint Sébastien.
* Statue (demi-nature) : Immaculée Conception.
- Monument aux morts[54] : Conflits commémorés : Guerres 1914-1918 - 1939-1945.
- Grotte de Lourdes[55],[56].
- Croix monumentale[57],[58],[59],[60],[61],[62].
- Croix de chemin[63],[64],[65],[66],[67],[68].

## Galerie

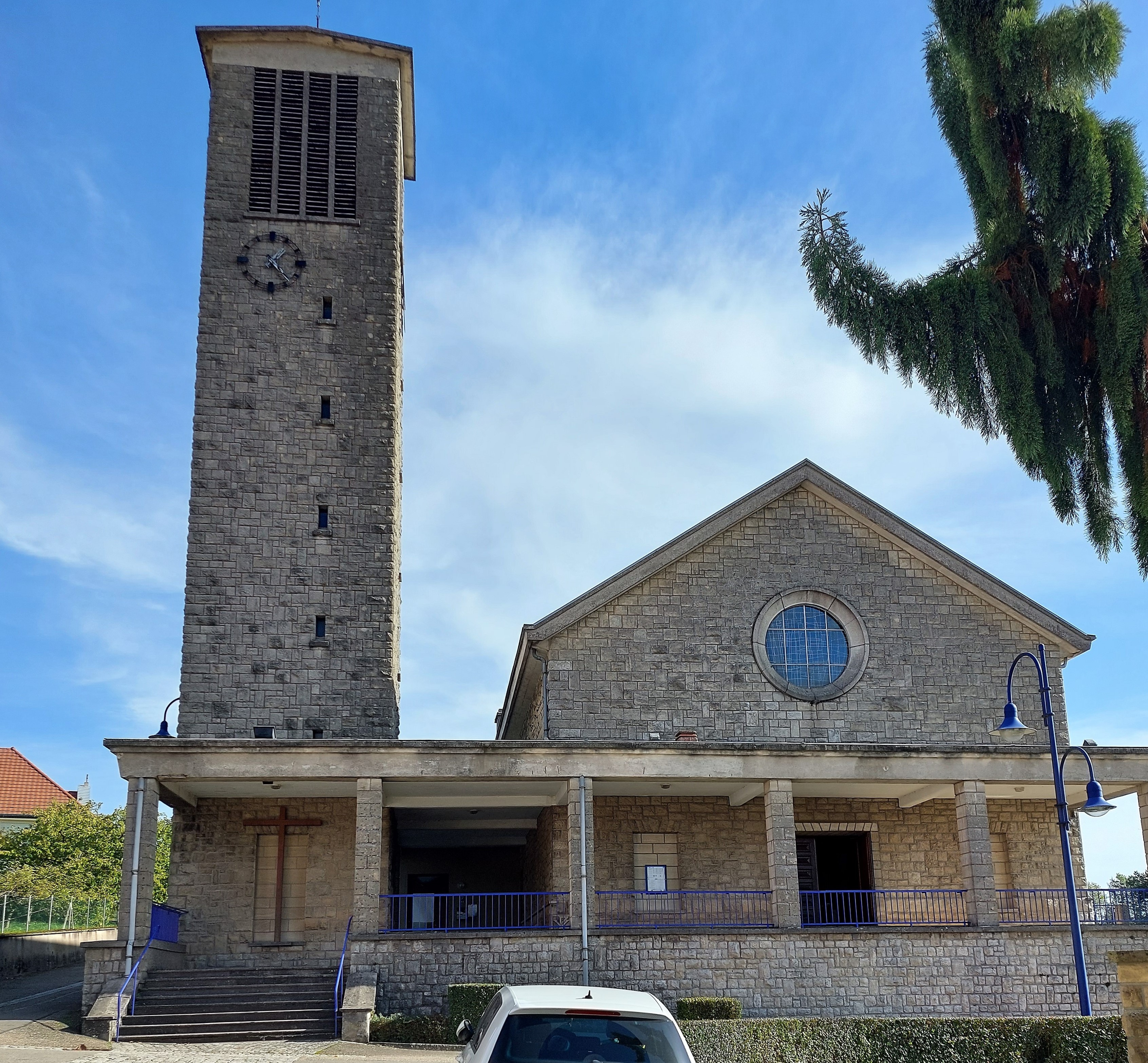
Église Saint-Donat.
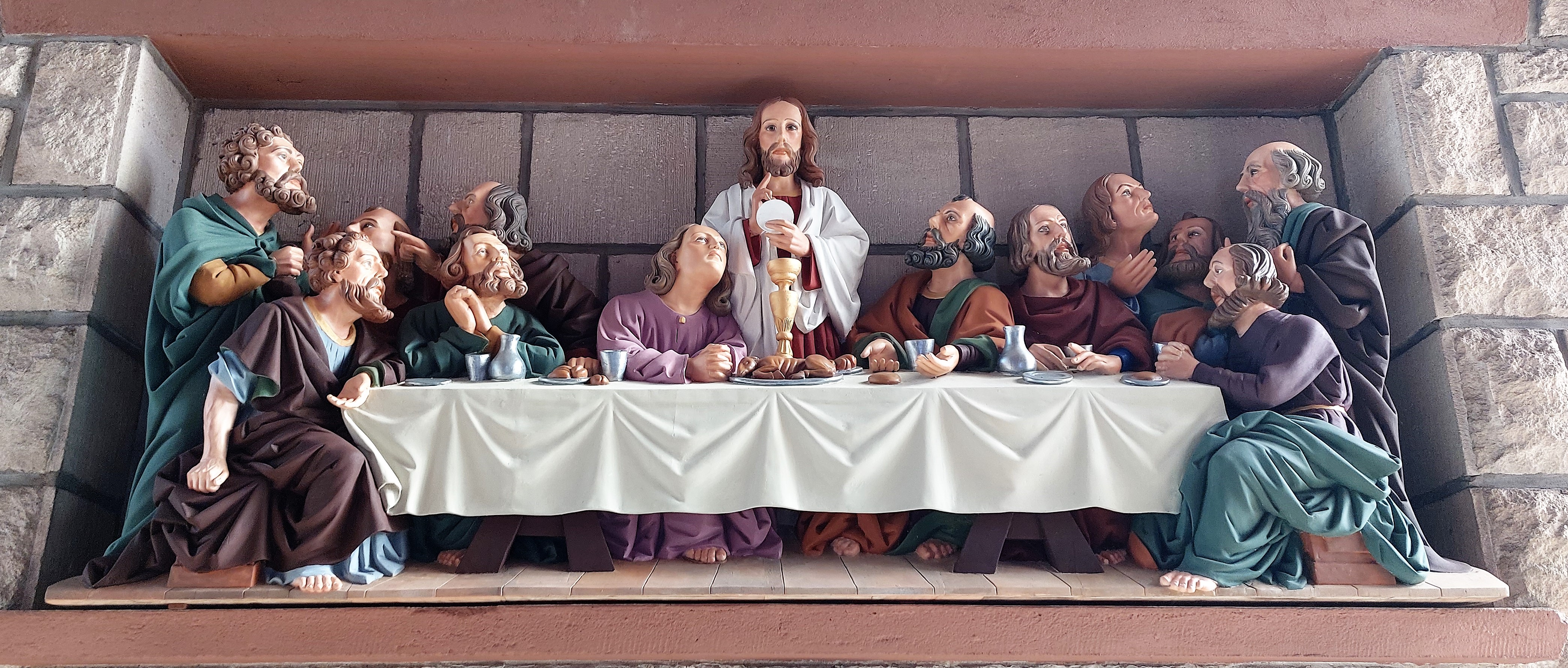
Intérieur église Saint Donat.
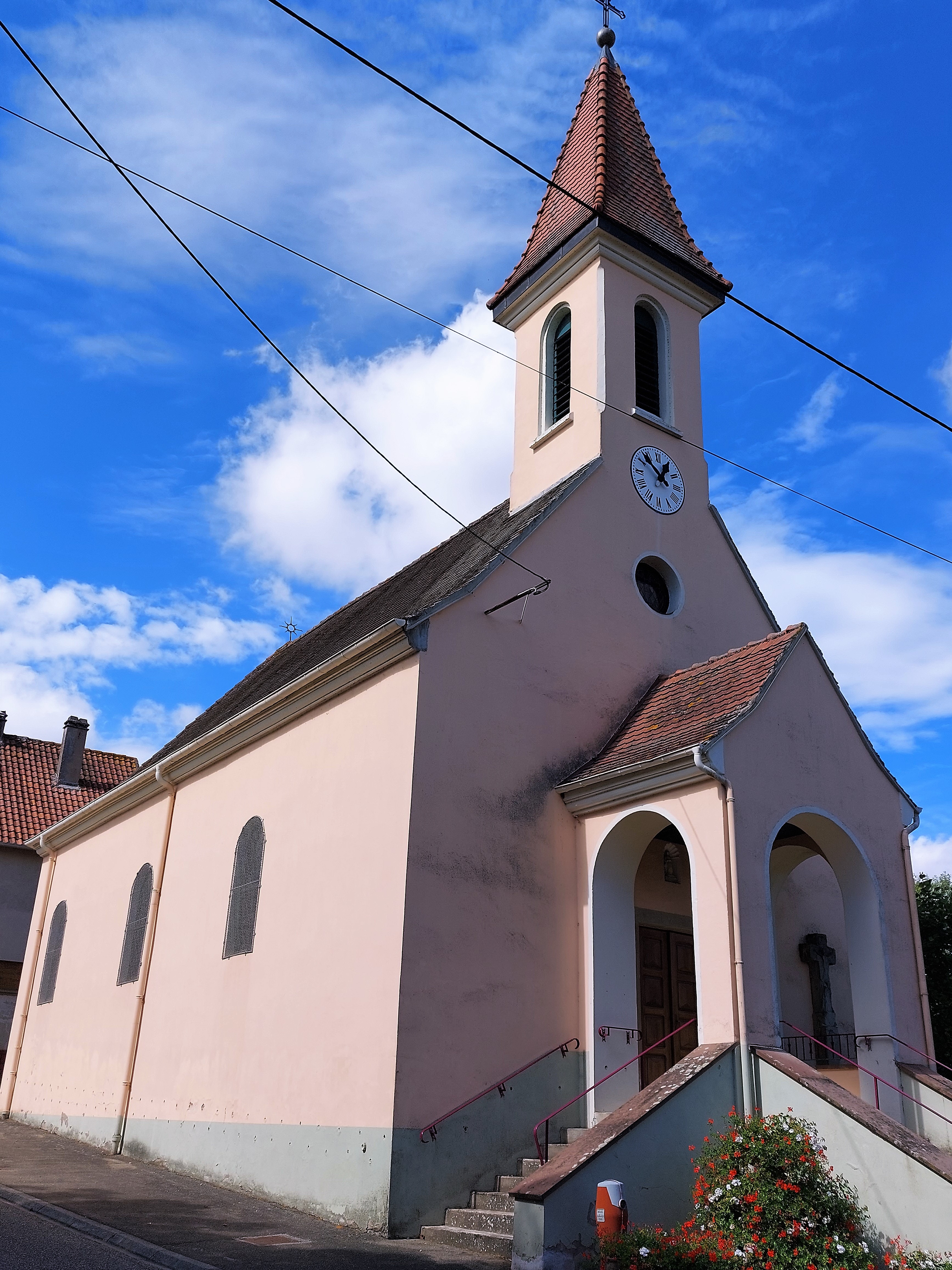
Chapelle Saint-Vincent-de-Paul.
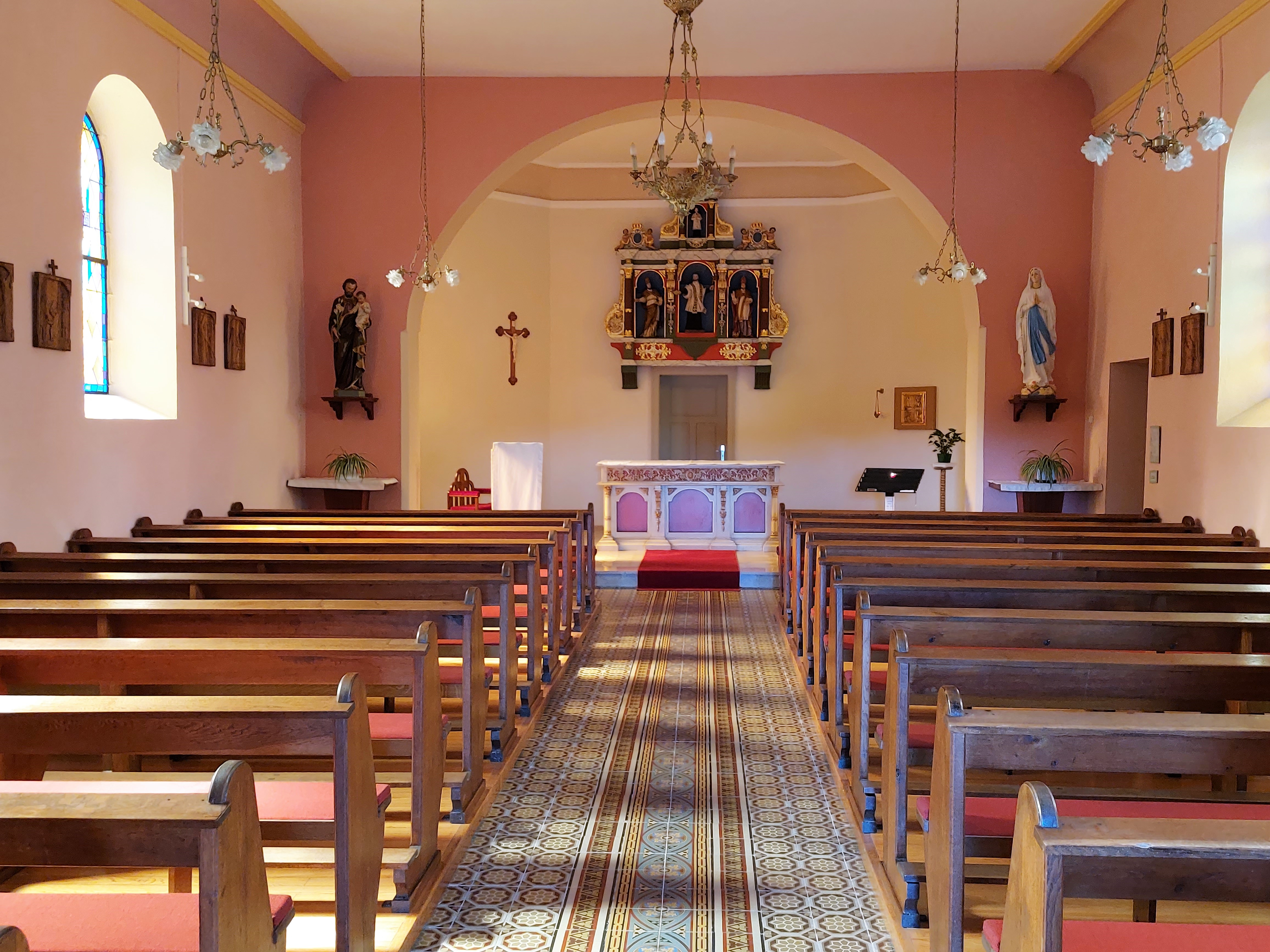
Intérieur chapelle Saint-Vincent-de-Paul.
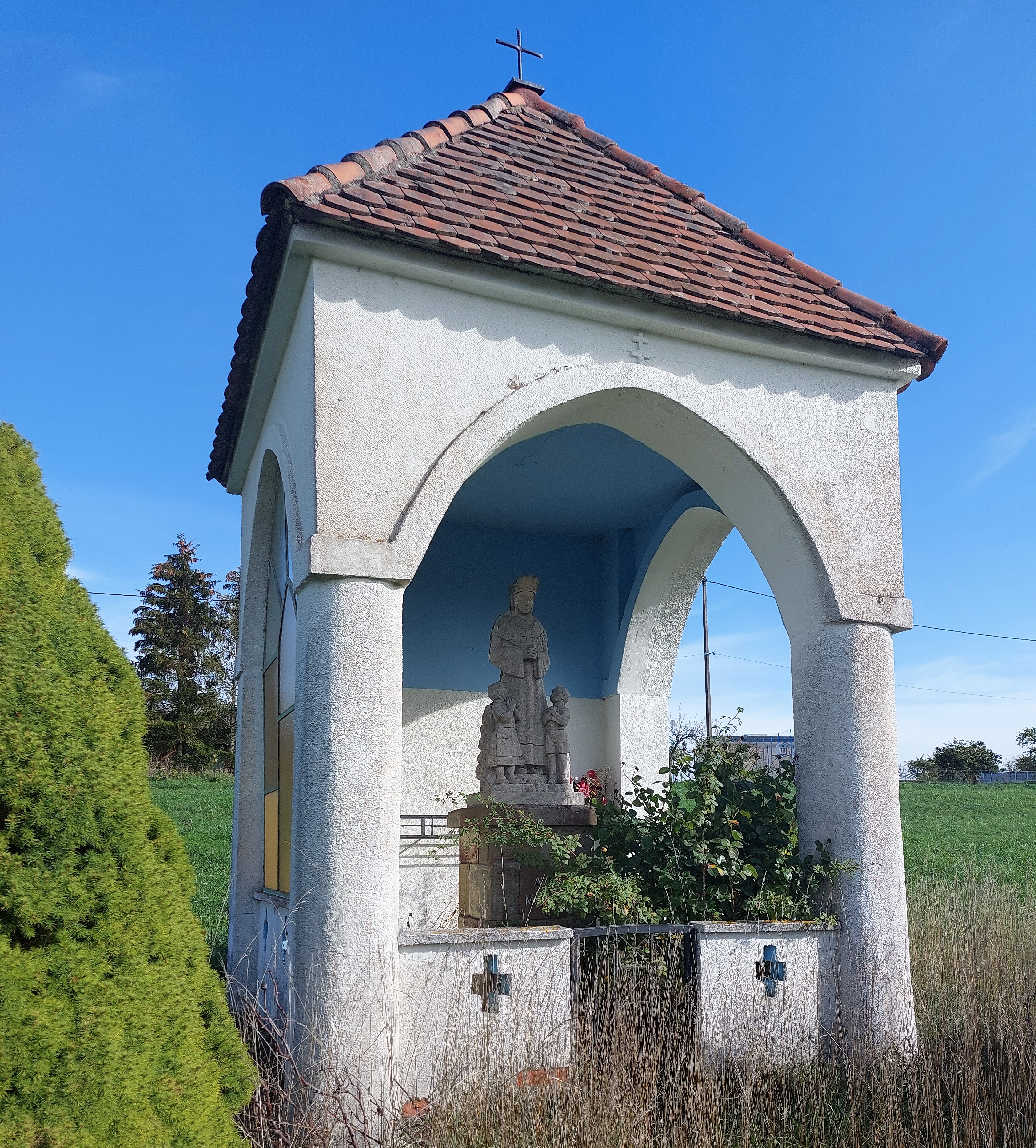
Oratoire rue d'Urbach.
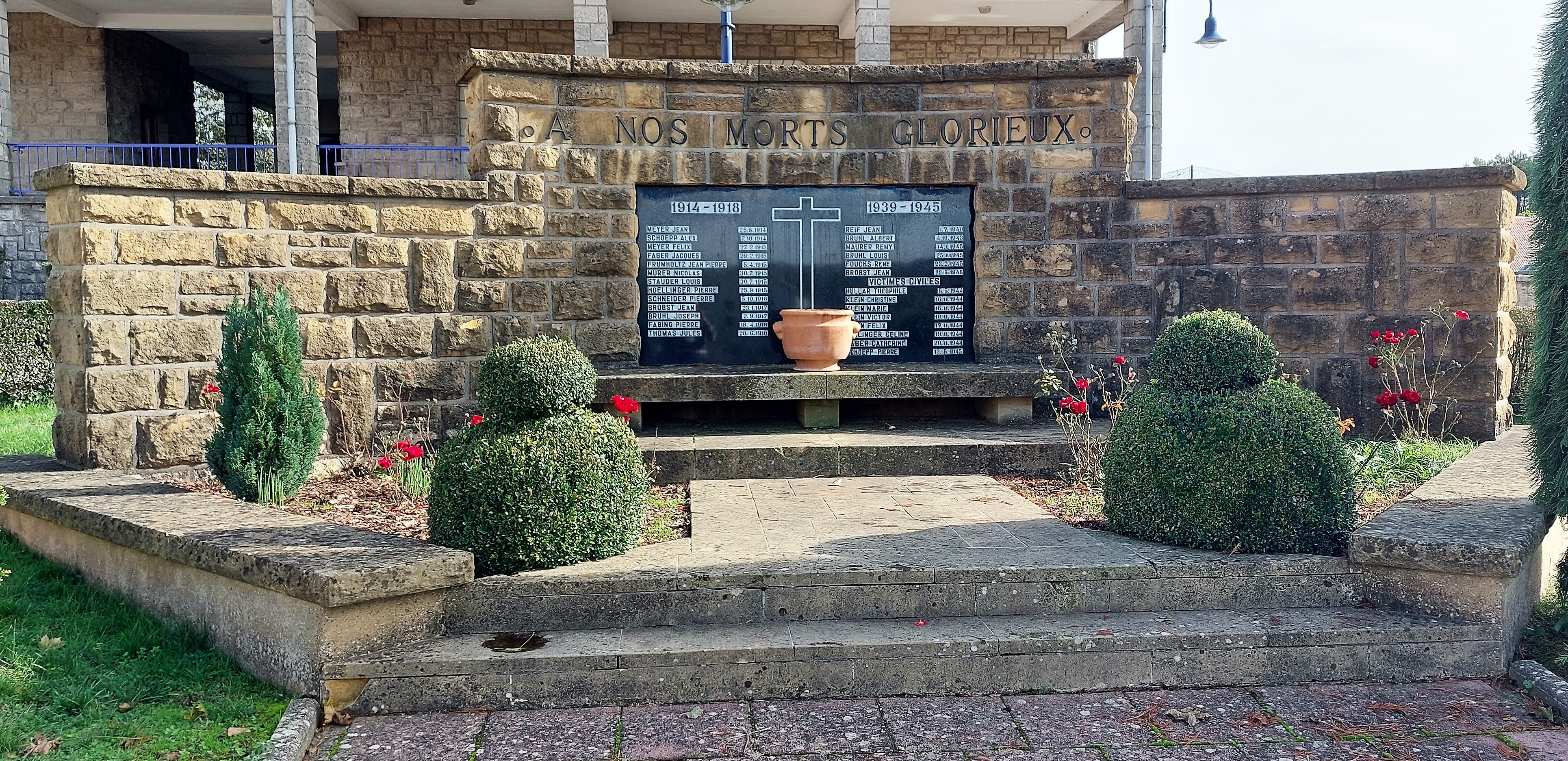
Monument aux morts.
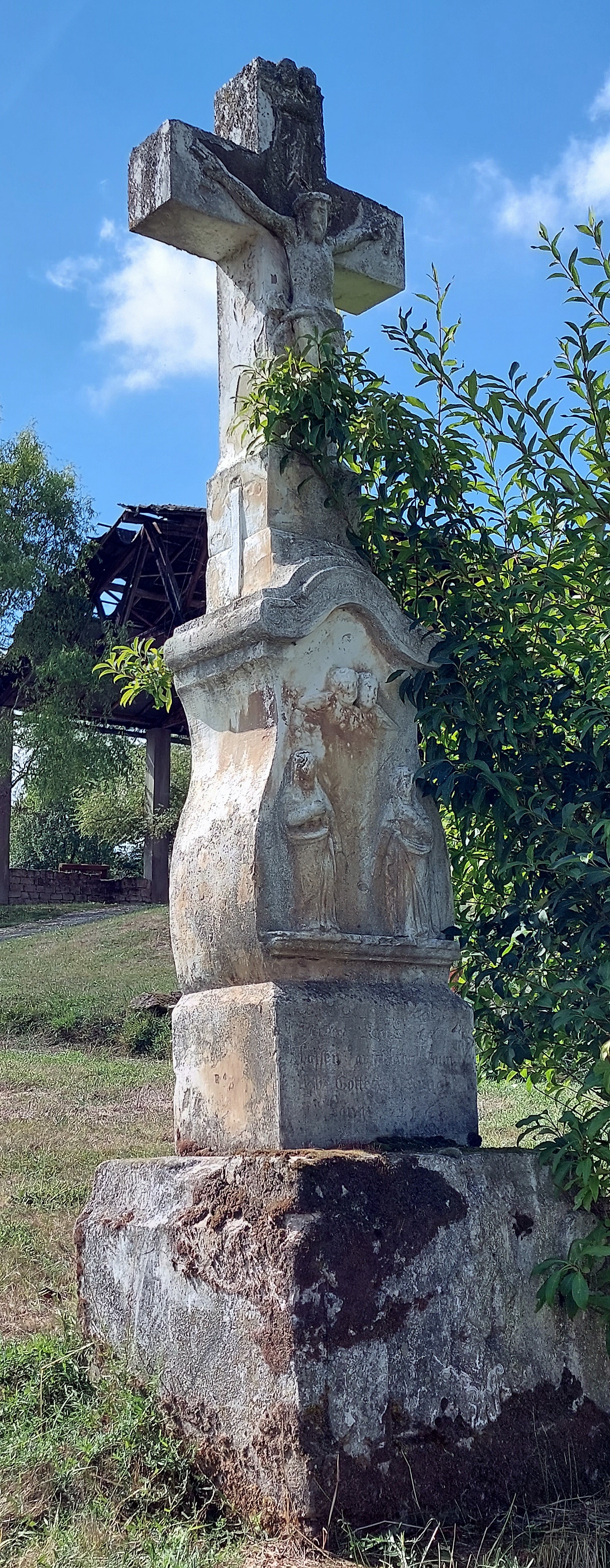
Calvaire rue du moulin.
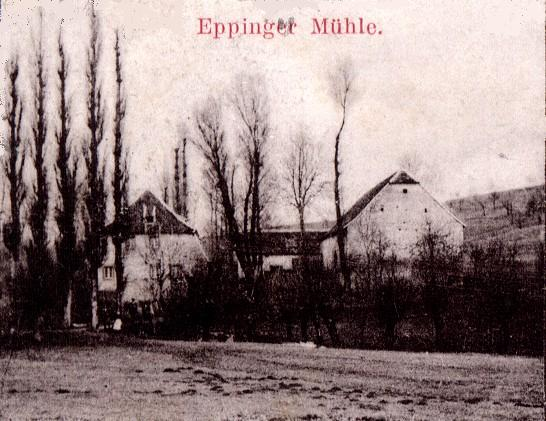
Le moulin en 1903.

### Sources et bibliographie
- Les moulins et scieries du Pays de Bitche, Joël Beck, 1999.
- Le Pays de Bitche 1900-1939, Joël Beck, 2005.
- Léonie Faber, Mémoire des familles d'Epping (1939-1945), 2009
- Epping sur le site du Bitscherland
- Chiffres clés publiés par l'institut national de la statistique et des études économiques (INSEE). Dossier complet
- Inventaire national du patrimoine naturel de la commune